# Montaña Chiwawa
La montaña Chiwawa es una cima de 2.578 metros situada en la zona salvaje de Glacier Peak, en las Cascadas del Norte, en el estado de Washington. La montaña está situada en la cresta de la cordillera de las Cascadas, en la frontera compartida del condado de Snohomish y el condado de Chelan, y a caballo entre el Bosque Nacional Mount Baker-Snoqualmie y el Bosque Nacional Wenatchee. Su pico más alto más cercano es la montaña Fortress, a 1,80 km al oeste. La montaña Chiwawa es un pico de triple división, por lo que la escorrentía de las precipitaciones drena hacia el noreste hasta el lago Chelan a través de Railroad Creek; hacia el noroeste hasta Miners Creek, que es un afluente del río Suiattle; y hacia el sur hasta la cabecera del río Chiwawa. El nombre de la montaña está tomado del nombre del río, que fue llamado así por Albert Hale Sylvester (1871-1944), un topógrafo pionero, explorador y supervisor forestal en las Cascadas. Chiwawa procede de la lengua Columbia-Moses y significa un tipo de arroyo (arroyo "wawa").

## Geología
La montaña Chiwawa está situada en el batolito Cloudy Pass, una formación intrusiva que se formó hace aproximadamente 20 millones de años, durante el Mioceno temprano. Durante el Pleistoceno, que se remonta a hace más de dos millones de años, el avance y el retroceso de los glaciares erosionaron y moldearon repetidamente el paisaje. Quedan restos del glaciar Lyman en la ladera noreste de la montaña Chiwawa. La glaciación fue más frecuente hace aproximadamente 18.000 años, y la mayoría de los valles estaban libres de hielo hace 12.000 años. El levantamiento y las fallas en combinación con la glaciación han sido los procesos dominantes que han creado los altos picos y los profundos valles de la zona de las Cascadas del Norte. La subducción y la actividad tectónica en la zona comenzaron a finales del período cretáceo, hace unos 90 millones de años. En el oligoceno, hace unos 35 millones de años, comenzó a producirse una amplia actividad volcánica. El pico Glaciar, un estratovolcán que se encuentra a 16,1 km al suroeste de la montaña Chiwawa, comenzó a formarse a mediados del Pleistoceno. Debido a la proximidad del pico Glaciar a la montaña Chiwawa, la ceniza volcánica es habitual en la zona.

## Clima
La montaña Chiwawa está situada en la zona climática marina de la costa oeste de Norteamérica. La mayoría de los frentes meteorológicos se originan en el Océano Pacífico y se dirigen al noreste, hacia las montañas Cascadas. A medida que los frentes se acercan a las Cascadas del Norte, son forzados a subir por los picos de la cordillera de las Cascadas, haciendo que dejen caer su humedad en forma de lluvia o nieve sobre las Cascadas (elevación orográfica). Como resultado, el lado oeste de las Cascadas del Norte experimenta altas precipitaciones, especialmente durante los meses de invierno en forma de nevadas. Debido a su clima templado y a la proximidad del océano Pacífico, las zonas al oeste de la cresta de las Cascadas rara vez experimentan temperaturas inferiores a 0 °F (-18 °C) o superiores a 80 °F (27 °C). Durante los meses de invierno, el tiempo suele estar nublado, pero, debido a los sistemas de alta presión sobre el Océano Pacífico que se intensifican durante los meses de verano, suele haber poca o ninguna nubosidad durante el verano. Debido a la influencia marítima, la nieve tiende a ser húmeda y pesada, lo que provoca un elevado peligro de avalanchas.

## Galería

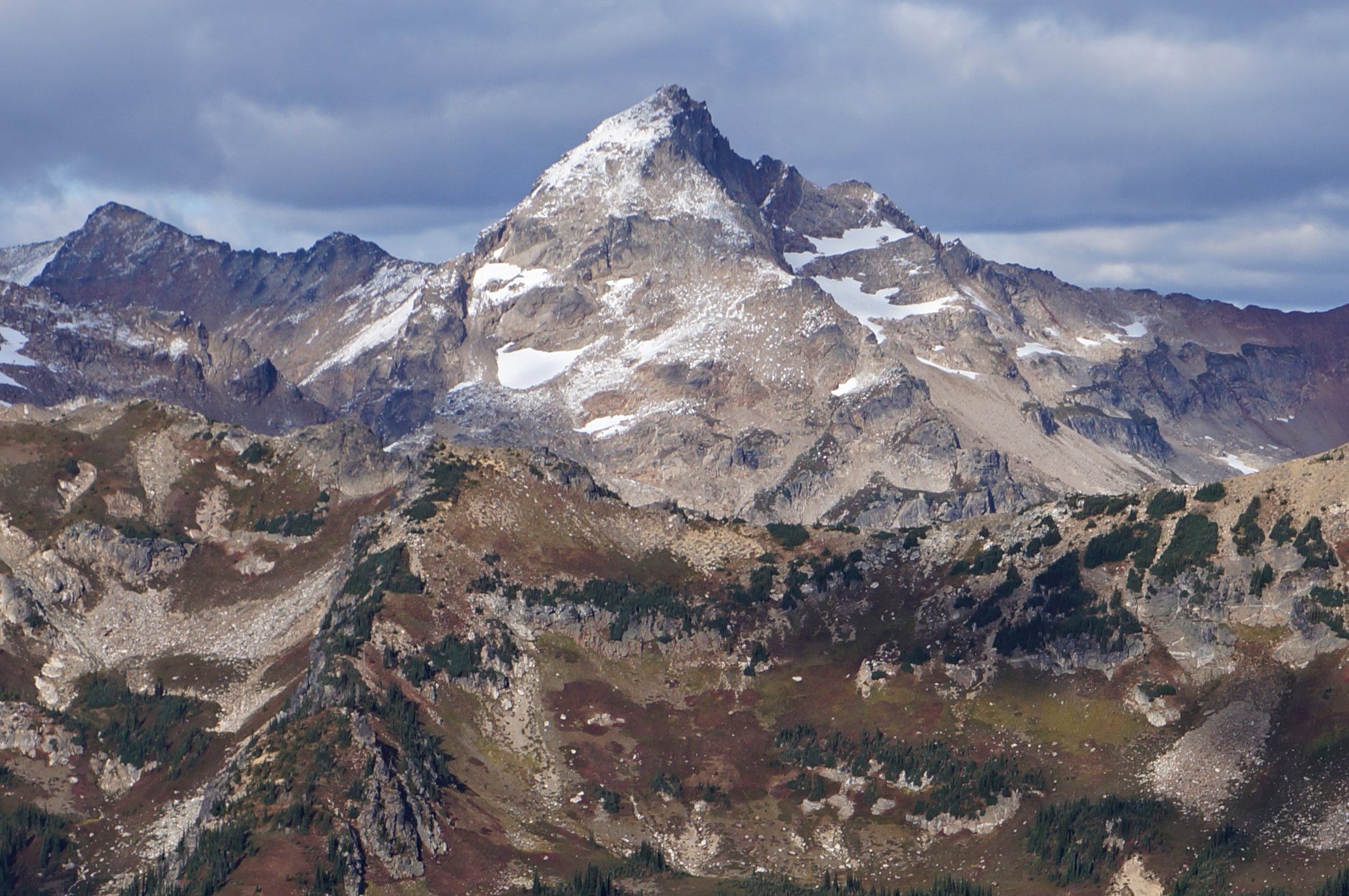
La montaña Chiwawa
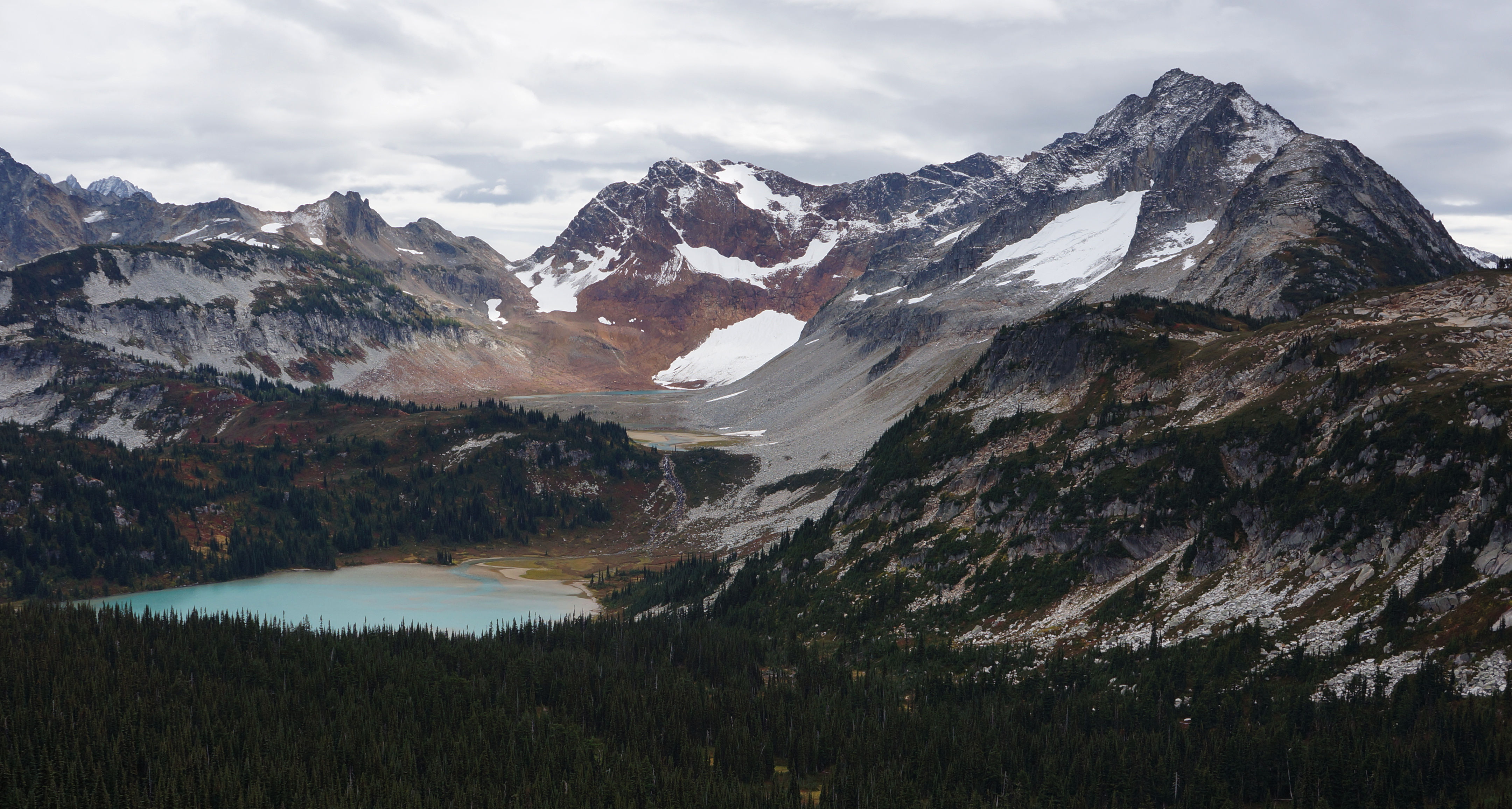
La montaña Chiwawa y el lago Lyman
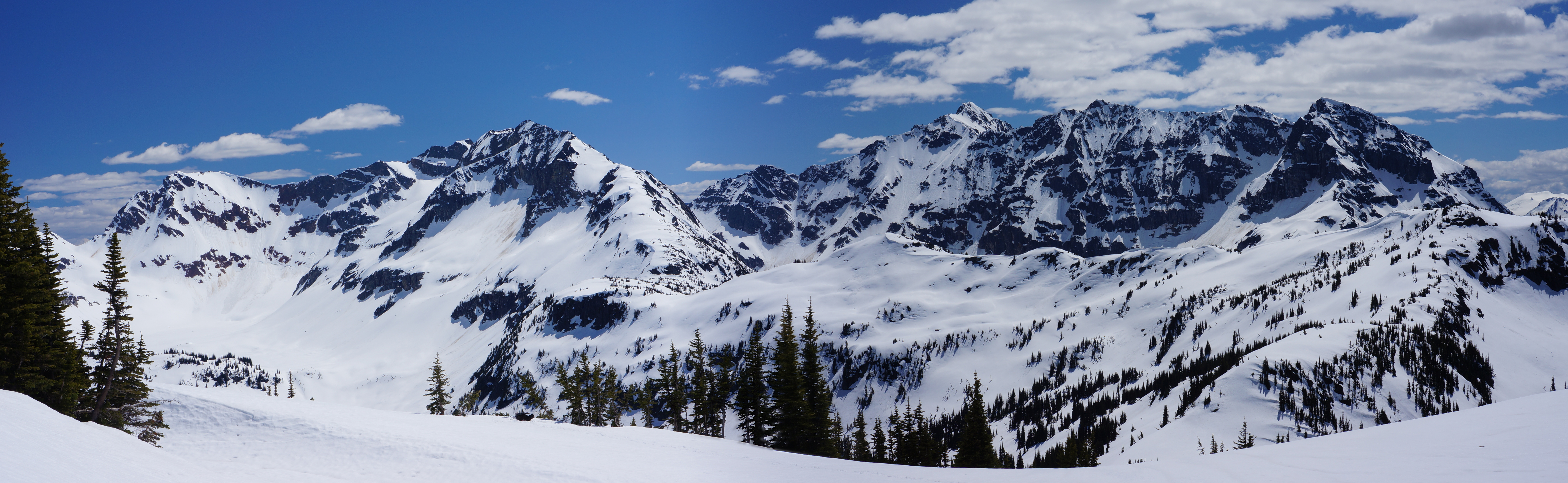
La montaña Chiwawa (izquierda) y la montaña Fortress (derecha)